# Csangaccsi
A csangaccsi  (hangul: 장아찌, RR: jangajji) a koreai savanyúságok elnevezése. Az Európában ismert eljárással ellentétben itt szójaszószt, szójababkrémet vagy csilikrémet használnak a savanyításhoz. Hagyományosan sózott vagy szárított zöldségekből készítik. Régen az őszi betakarítás időszakában készítették télire.
A csangaccsi (jangajji) készülhet fokhagymából (szárából is), daikon retekből, uborkából, szezámlevélből, kínai bazsalikom leveléből, (Perilla frutescens), lándzsalevelű harangfolyondárból (Codonopsis lanceolata; koreaiul 더덕, todok (dedeok)) és csilipaprikából is.

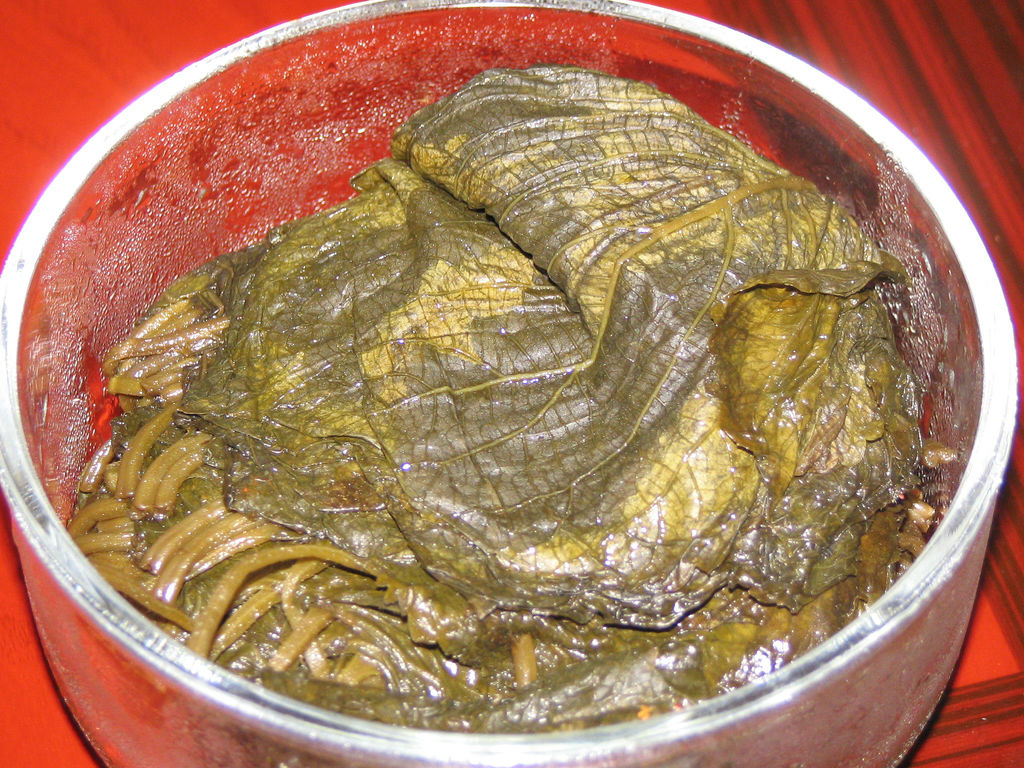
kketnip csangaccsi (kkaetnip jangajji) (깻잎장아찌), kínai bazsalikom levelei savanyítva
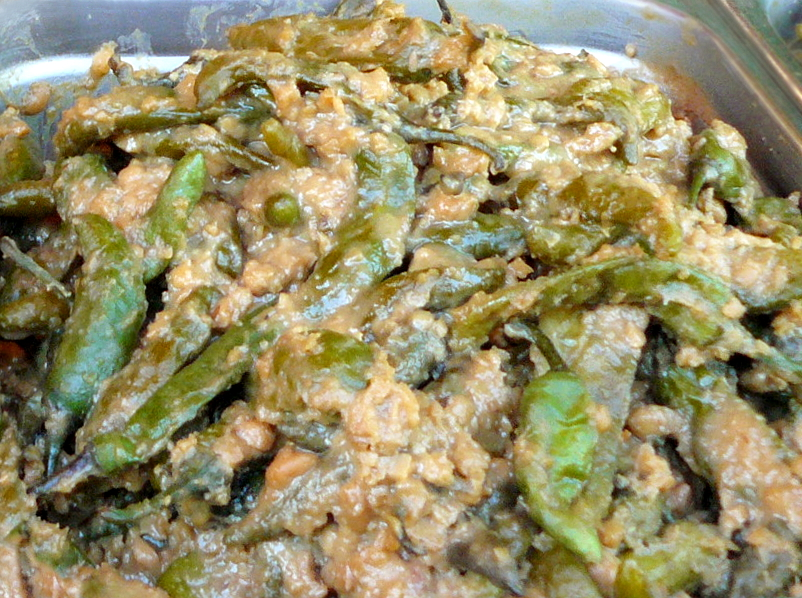
töndzsang kocshu csangaccsi (doenjang gochu jangajji) (된장 고추 장아찌), töndzsang (doeanjang)ban savanyított zöld csilipaprika